# KF Drenasi
KF Drenasi (alb. Klubi Futbollistik Drenasi, serb. cyr. Фудбалски клуб Дренаси) – kosowski klub piłkarski z siedzibą w Glogovacu. Do 2018 roku mieścił się we wsi Lapušnik.

## Historia
Chronologia nazw:
- 2000: KF Gryka Lapušnik
- 2018: KF Drenasi

Klub piłkarski KF Gryka został założony w miejscowości Lapušnik w 2000 roku. W sezonie 2016/17 wystartował na trzecim poziomie rozgrywkowym. W debiutowym sezonie zajął 3.miejsce, a w następnym był pierwszy w grupie A i zdobył promocję do Liga e Parë. Przed sezonem 2018/19 klub zmienił nazwę na KF Drenasi i przeniósł się do miasta Glogovac. Na koniec sezonu Drenasi zajęło 10.miejsce.

## Sukcesy

### Trofea międzynarodowe
Nie uczestniczył w rozgrywkach europejskich (stan na 31-05-2020).

### Trofea krajowe
| \| \| Zdobyte trofea w rozgrywkach Kosowa (stan na: 31-05-2020) \| |                                                           |      |                           |
| Rozgrywki                                                          | Osiągnięcie                                               | Razy | Sezon(y)                  |
| Mistrzostwo                                                        | I miejsce                                                 | 0    |                           |
| Mistrzostwo                                                        | II miejsce                                                | 0    |                           |
| Mistrzostwo                                                        | III miejsce                                               | 0    |                           |
| Puchar                                                             | zdobywca                                                  | 0    |                           |
| Puchar                                                             | finalista                                                 | 0    |                           |
| Puchar                                                             | 1/16 finału                                               | 3    | 2018/19, 2019/20, 2020/21 |
| II liga                                                            | I miejsce                                                 | 0    |                           |
| II liga                                                            | II miejsce                                                | 0    |                           |
| II liga                                                            | III miejsce                                               | 0    |                           |
| II liga                                                            | 5.miejsce                                                 | 1    | 2019/20                   |
| Kosowo                                                             | Zdobyte trofea w rozgrywkach Kosowa (stan na: 31-05-2020) |      |                           |

- Liga e Dytë e Kosovës:
  - mistrz (1x): 2017/18 (gr.A)
  - 3.miejsce (1x): 2016/17 (gr.A)

## Poszczególne sezony

### Rozgrywki międzynarodowe
Nie uczestniczył w rozgrywkach europejskich.

### Rozgrywki krajowe
| \| Kosowo \| Bilans występów klubu w rozgrywkach piłkarskich Kosowa (Stan na 31 maja 2020 r.) \| \| |                                                                                  |        |       |   |   |   |    |    |     |           |        |        |      |
| Poziom                                                                                              | Rozgrywki                                                                        | Sezony | Mecze | Z | R | P | B+ | B– | Pkt | Lata      | Awanse | Spadki | Naj. |
| II                                                                                                  | Liga e Parë                                                                      | 2      |       |   |   |   |    |    |     | od 2018   | 0      | 0      | 5    |
| III                                                                                                 | Liga e Dytë                                                                      | 2      |       |   |   |   |    |    |     | 2016–2018 | 1      | 0      | 1    |
| | Puchar Kosowa                                                                    | ?      |       |   |   |   |    |    |     |           | 0      | 0      | 1/16 |
| Kosowo                                                                                              | Bilans występów klubu w rozgrywkach piłkarskich Kosowa (Stan na 31 maja 2020 r.) |        |       |   |   |   |    |    |     |           |        |        |      |

## Piłkarze i trenerzy klubu

### Piłkarze
| Nr | Poz. | Piłkarz         |
| -- | ---- | --------------- |
|    | BR   | Amrush Bujupi   |
|    | OB   | Ardian Rrustaj  |
|    | OB   | Armend Isufi    |
|    | OB   | Armend Jusufi   |
|    | OB   | Atdhe Xhekaj    |
|    | OB   | Endrit Kastrati |
|    | OB   | Fidrik Thaqi    |
|    | OB   | Floridon Qorri  |
|    | OB   | Florjan Deliu   |
|    | OB   | Leart Bujupi    |
|    | OB   | Liridon Elshani |

| Nr | Poz. | Piłkarz           |
| -- | ---- | ----------------- |
|    | PO   | Arbnor Xhekaj     |
|    | PO   | Donard Gjeli      |
|    | PO   | Drilon Leku       |
|    | PO   | Flamur Shala      |
|    | PO   | Gentijan Foniqi   |
|    | PO   | Lirigzon Xhinovci |
|    | NA   | Albion Bujupi     |
|    | NA   | Butrint Shatri    |
|    | NA   | Ermir Karaxha     |
|    | NA   | Pajazit Rexhepi   |
|    | NA   | Valmir Zariqi     |

## Struktura klubu

### Stadion
Klub rozgrywa swoje mecze domowe na stadionie Rexhep Rexhepi w mieście Glogovac, który może pomieścić 5000 widzów. Wcześniej grał na stadionie Gryka we wsi Lapušnik.

### Inne sekcje
Klub prowadzi drużyny dla dzieci i młodzieży w każdym wieku.

## Kibice i rywalizacja z innymi klubami

### Rywalizacja
Największymi rywalami klubu są inne zespoły z okolic.

### Derby
- KF Feronikeli Glogovac
- FC Prishtina
- KF 2 Korriku Prisztina
- KF Ramiz Sadiku Prisztina
- KF Rilindja Prisztina
- KF Kosova Prisztina